# Eichleriella
Eichleriella is een geslacht van schimmels behorend tot de familie Auriculariaceae. Soorten produceren bekervormige, wasachtige tot leerachtige basidiocarps (vruchtlichamen) op hout, met een glad tot stekelig oppervlak. 
Moleculair onderzoek, gebaseerd op cladistische analyse van DNA-sequenties, heeft het geslacht opnieuw gedefinieerd, waarbij sommige soorten nu in het geslacht Heteroradulum zijn geplaatst en andere zijn overgebracht naar het geslacht Eichleriella. Eichleriella werd genoemd door de Italiaanse mycoloog Giacomo Bresadola ter ere van Bogumił Eichler, botanicus en mycoloog.

## Soorten
Het geslacht bestaat uit 15 soorten (peildatum februari 2023):
| Soortnaam                  | Auteur(s)                 | Publicatiejaar |
| -------------------------- | ------------------------- | -------------- |
| Eichleriella bactriana     | Spirin & Malysheva        | 2017           |
| Eichleriella chinensis     | Pilát                     | 1940           |
| Eichleriella crocata       | (Pat.) Spirin & Malysheva | 2017           |
| Eichleriella desertorum    | Spirin & Malysheva        | 2017           |
| Eichleriella flavida       | (Pat.) Spirin & Malysheva | 2017           |
| Eichleriella hoheriae      | McNabb                    | 1969           |
| Eichleriella incarnata     | Bres.                     | 1903           |
| Eichleriella mexicana      | Burt                      | 1926           |
| Eichleriella ochracea      | (Viégas) Alvarenga        | 2019           |
| Eichleriella pulvinata     | Coker                     | 1928           |
| Eichleriella shearii       | (Burt) Spirin & Malysheva | 2017           |
| Eichleriella sicca         | Spirin & Miettinen        | 2017           |
| Eichleriella subleucophaea | McNabb                    | 1969           |
| Eichleriella tenuicula     | (Lév.) Spirin & Malysheva | 2017           |
| Eichleriella xinpingensis  | C.L. Zhao                 | 2019           |